# Jリーグ所属クラブの下部組織チーム一覧
本項では、日本プロサッカーリーグ (Jリーグ) における下部組織チームについて取り扱う。

## 概要
Jリーグでは、ディビジョン1 (J1)ならびにディビジョン2 (J2)に参加するすべてのクラブに取得が義務づけられているクラブライセンスの交付規則「第8章競技基準」第33条の「S.02（A等級）アカデミーチーム」において、アカデミーチーム（育成組織）および女子チームの設置に関して、日本サッカー協会 (JFA) に登録した「U-18 チーム」「U-15 チーム」「U-12 チーム」「U-10 チーム」を直接、またはライセンス申請者と関連する法人が保有しなければならない（ただし、U-12とU-10のチームについてはサッカースクールまたはクリニックで代替することができる）と定めている。同様に「S.07（C等級）女子チーム」において、女子チームを直接、またはライセンス申請者と関連する法人が保有することができる、と定めている。
この規定によれば、JFA第1種登録が義務づけられるトップチームをあわせると、Jリーグに参加する各クラブは第1種から第4種までの合計4カテゴリにおいて、最低各1チームずつ保有する事が義務付けられて織り、かつ女子チームを保有することが出来る、ということになる。この規定については、クラブライセンス交付規則第33条に於いて「質の高いアカデミープログラムを構築すること」等を目的として定められている。
また、Jリーグ規約第21条には、「Jクラブはホームタウンにおいて、地域社会と一体となったクラブ作り（社会貢献活動を含む）を行い、サッカーをはじめとするスポーツの普及および振興に努めなければならない。」との明記があり、その目的を達するために下部組織チーム・スクール・クリニックを保有するクラブや、サッカー以外のスポーツチームを保有したり、支援事業を行うクラブも存在する。

## 第1種（サテライトチーム/セカンドチーム）
第1種 (18歳以上の男子) においては、Jリーグ規約第40条第3項に「第1項第1号から第6号までの試合 は、クラブにおける最高水準の競技力を保持するチーム（以下「トップチーム」という）に限り参加できるものとする。」という記述がある のみで、トップチーム以外のチームの編成を行うかどうかについては各クラブに任されている。一部のクラブではトップチームとは別にチームを設立し、Jリーグ以外のリーグに所属して活動するクラブもある。
第1種の選手が所属する下部組織には、大きく分けて、トップチームでプレーする選手を育成する性格を有するチームと、トップチームのプロ化に伴いトップチームへ参加しなかったアマチュア資格の選手の受け皿となったチームの2通りがある。
トップチーム強化
選手育成を目的としたチームとしては、ジェフ市原（当時）が、ホームタウンであった市原市内所在の社会人サッカークラブ『市原スポーツクラブ』（1995年発足）を、2000年にジェフの育成普及部所属の傘下クラブとし、2002年にクラブ名を『ジェフユナイテッド市原アマチュア』に変更して下部組織チームである事を明確化 したのが最初である。その後、ザスパ草津（当時） と徳島ヴォルティス が2005年に、ファジアーノ岡山FC が2009年にそれぞれ純然たる新チームとしてセカンドチームを立ち上げた。また、愛媛FC も既存チームを傘下に収めて育成組織として活動していたが、2012年に提携を解消している。
アマチュア選手の受け皿
アマチュアの受け皿としてのチームは、浦和レッズGM（当時）の横山謙三が1997年に設立した『浦和レッドダイヤモンズアマチュア』が最初で、2004年にはSC鳥取（ガイナーレ鳥取の前身）がOBを中心としたアマチュアチーム『SC鳥取ドリームス』を設立、2006年にはFC岐阜がぎふ清流国体に向けたアマチュア選手育成を兼ねた組織として『FC岐阜SECOND』を設立した。
当初はこれらセカンドチームとトップとで選手の昇降格は容易であったが、2010年の規定改定により昇降格は2チーム間の移籍として扱われ年2回の登録ウインドー時でしか認められなくなったことなど制約が入るようになった。のち2013年から若手の出場機会を増やすため育成型期限付き移籍制度が導入され、18歳から23歳までの選手に限れば登録ウインドーの制約なく移籍が可能となったため、セカンドチームとの昇降格は年齢制限はあるが元に戻った形となった。
また、Jリーグでは2009年以後、Jサテライトリーグが廃止され、若手選手の出場機会が減っていることを受けて、2014年・2015年にJ3リーグに参加したJリーグ・アンダー22選抜（J2リーグ以上に加盟しているチームに登録する22歳以下の選手を対象とする選抜軍）とは別に、2016年よりFC東京・ガンバ大阪・セレッソ大阪の3クラブのセカンドチームがJ3リーグに参加する。また、同年よりJサテライトリーグも復活しJ1から9クラブが参加する。2018年から2年間はJサテライトリーグをリニューアルする形での新たな育成策として「Jリーグ育成マッチデー」が開催された。2021年からは「Jエリートリーグ」が誕生し、14クラブ（北海道コンサドーレ札幌、水戸ホーリーホック、浦和レッズ、横浜F・マリノス、清水エスパルス、名古屋グランパス、ガイナーレ鳥取、ファジアーノ岡山、徳島ヴォルティス、愛媛FC、アビスパ福岡、V・ファーレン長崎、鹿児島ユナイテッドFC、FC琉球）が参加し、3グループに分けて総当たり2回戦制で対戦が組まれる。

### 主なセカンドチーム
| チーム名                               | トップチーム                  | 設立年 | 廃止年 | 所属リーグ        |
| -------------------------------------- | ----------------------------- | ------ | ------ | ----------------- |
| 栃木シティフットボールクラブU-25       | 栃木シティFC                  | 2019年 | --     | 栃木県1部         |
| ザスパ草津チャレンジャーズ             | ザスパクサツ群馬              | 2005年 | --     | 群馬県1部         |
| 浦和レッドダイヤモンズアマチュア       | 浦和レッドダイヤモンズ        | 1997年 | --     | さいたま市浦和1部 |
| ジェフユナイテッド市原・千葉リザーブズ | ジェフユナイテッド市原・千葉  | 1995年 | 2011年 | --                |
| FC東京U-23                             | FC東京                        | 2016年 | 2020年 | J3                |
| FC町田ゼルビア・ツヴァイテ             | FC町田ゼルビア                | 不明   | 2015年 | --                |
| Y.S.C.C.セカンド                       | 横浜スポーツ&カルチャークラブ | 不明   | --     | 神奈川県1部       |
| SC相模原U21                            | SC相模原                      | 2019年 | 2023年 | --                |
| JAPANサッカーカレッジ                  | アルビレックス新潟            | 1995年 | --     | 北信越1部         |
| FC岐阜SECOND                           | FC岐阜                        | 2006年 | --     | 東海2部           |
| ガンバ大阪U-23                         | ガンバ大阪                    | 2016年 | 2020年 | J3                |
| セレッソ大阪U-23                       | セレッソ大阪                  | 2016年 | 2020年 | J3                |
| SC鳥取ドリームス                       | ガイナーレ鳥取                | 2004年 | --     | 鳥取県1部         |
| ファジアーノ岡山ネクスト               | ファジアーノ岡山FC            | 2009年 | 2016年 | --                |
| 徳島ヴォルティス・セカンド             | 徳島ヴォルティス              | 2005年 | 2010年 | --                |
| 愛媛FCしまなみ                         | 愛媛FC                        | 1976年 | 2011年 | --                |
| 鹿児島ユナイテッドFCセカンド           | 鹿児島ユナイテッドFC          | 2014年 | 2016年 | --                |

1. ↑  「LUXPERIOR FOOTBALL ACADEMY」として発足、「栃木シティLFAユナイテッド」を経て2021年より現チーム名。
2. ↑  「ザスパ草津チャレンジャーチーム」として発足、「ザスパ草津U-23」を経て2013年より現チーム名。
3. ↑  活動は2019シーズンまで、2020年シーズン参加辞退を申し出、2020年6月5日のJリーグ理事会で参加辞退が承認された[13]。
4. ↑  神奈川県サッカー協会への登録名称は「NPO横浜スポーツ＆カルチャークラブ セカンド」である[14]。
5. ↑  アルビレックス新潟と関連の深いNSGグループの運営する専門学校のサッカー部であるが、「サッカー専攻科」(CUPS) において同校の学生だけでなくアルビレックスから選手を預かって活動を行っていることを明らかにしている[15]。
6. ↑  2011年に愛媛FC傘下から離脱し、FC今治として独立し、現存。

## アカデミーチーム

### 第2種
保有数の規定はない が、ユース世代の大会の充実もあって「ユース」「U-18」として1チームのみを保有するクラブが大半。その一方で、アルビレックス新潟はクラブ直属のユースチーム (アルビレックス新潟ユース) の他、JAPANサッカーカレッジ高等部が「アルビレックス新潟と連携した育成組織」であると明言している。

### 第3種
クラブに直属するジュニアユースチームの他、サッカースクールの形態で運営されているチームも存在する。
Jリーグに所属しない他のクラブの下部組織チームを、自クラブの下部組織として認定しているものもある。例として柏レイソルがホームタウンの柏市など東葛地域を中心とした周辺自治体の少年サッカーチームを認定育成機関「レイソルアライアンスアカデミー&アライアンスクラブ」と位置付けて活動しているほか、ジュビロ磐田の下部組織ASCジュビロ沼津 (運営元: アスルクラロ沼津、2012年度活動終了）や、かつて横浜FCが2001年から2006年までの5年間下部組織としていた横浜FC金沢ジュニアユース（運営元: 金沢サッカークラブ、現金沢サッカークラブジュニアユース）がある。
その他、サンフレッチェ広島F.Cの下部組織であった「サンフレッチェ愛媛」を吸収した 形で発足させた愛媛FCの下部組織のような例もある。
2000年、第3種においても女子選手の大会出場が可能になり、ジュニアユースチームにおいても女子選手が加入するケースが見られるようになった。AFC U-19女子選手権2011に日本代表選手で出場した選手のひとりは大阪狭山市内の女子サッカークラブとガンバ大阪堺ジュニアユースの両方に在籍した経歴を持つ 他、2012年にはロアッソ熊本ジュニアユースが2名の女子選手を入団させた。

### 第4種
前述の通り各Jリーグ所属クラブは最低1チーム以上第4種チームの保有が義務付けられているが、クラブが直接運営するジュニアチームを保有せず、サッカースクールを設置する事で代替としているクラブも少なからず存在する。湘南ベルマーレは2010年にジュニアチームを廃止し、スクールのみを置く方針に転換した。　
第4種においては男子選手と女子選手が同じチームでプレーする事が可能であるため、しばしば、これらのクラブにおいても女子選手がセレクションに合格し加入する事がある。湘南ベルマーレジュニアおよびヴェルディジュニア在籍歴のある岸川奈津希 や、川崎フロンターレジュニア在籍歴のある宇津木瑠美のように、これらのクラブを経て女子チームに入団した選手もある。

## 女子
1981年、読売サッカークラブ (東京Vの前身) により読売サッカークラブ女子・ベレーザが設立された。同クラブは1989年の日本女子サッカーリーグ設立に参加し、2011年現在に至るまで一貫して同リーグで活動しているクラブのひとつである。
1986年、ヤマハ発動機サッカー部 (ジュビロ磐田の前身) が女子選手向けのサッカースクールを設立、後このスクールはクラブチーム化しジュビロ磐田レディースとなった。ジュビロ磐田はまた、本田技研工業フットボールクラブ（Honda FC）が2005年に女子チームを廃止した際、Hondaよりクラブを移管され自らの下部組織チームヤマハジュビロレディースとした。ジュビロ磐田レディースが小学生から高校生までを対象とし、ヤマハジュビロレディースが社会人を対象とする。
1992年にはジェフユナイテッド市原レディースが設立され、2000年に日本女子サッカーリーグに参入。2002年にはアルビレックス新潟レディースが、2005年にはさいたまレイナスFCを浦和レッドダイヤモンズが傘下とし浦和レッドダイヤモンズ・レディースが誕生した。ジェフユナイテッド市原は後に、トップチームからレディースサッカー (主として30歳以上の女性を対象とするサッカー) 部門が分離、レディースサッカー部門はジェフユナイテッド市原ミセスとなった。
2000年代以降の新規設立は、年齢制限のあるクラブの設立が増えており、2009年のザスパクサツ群馬レディース（旧称：ザスパ草津レディース）、2007年の栃木SCブランカ (県内の女子サッカークラブ、ブランカフットボールクラブの吸収合併)、2010年のセレッソ大阪レディースU-15が18歳以下の選手を対象としている。
| チーム名                                   | トップチーム                 | 設立年 | 廃止年 | 所属リーグ                       |
| ------------------------------------------ | ---------------------------- | ------ | ------ | -------------------------------- |
| 北海道リラ・コンサドーレ                   | 北海道コンサドーレ札幌       | 2015年 | --     | 北海道                           |
| マイナビベガルタ仙台レディース             | ベガルタ仙台                 | 2012年 | 2020年 | WEリーグ                         |
| 栃木SCレディース                           | 栃木SC                       | 199*年 | 2021年 | 栃木県1部(2020年まで)            |
| ザスパクサツ群馬レディースU-18             | ザスパクサツ群馬             | 2009年 | --     | 群馬県1部                        |
| 三菱重工浦和レッドダイアモンズ・レディース | 浦和レッドダイヤモンズ       | 1998年 | --     | WEリーグ                         |
| 大宮アルディージャVENTUS                   | 大宮アルディージャ           | 2020年 | --     | WEリーグ                         |
| ジェフユナイテッド市原・千葉レディース     | ジェフユナイテッド市原・千葉 | 1990年 | --     | WEリーグ                         |
| ジェフユナイテッド市原・千葉ミセス         | ジェフユナイテッド市原・千葉 | 1990年 | --     | 千葉県マドンナ                   |
| 日テレ・東京ヴェルディベレーザ             | 東京ヴェルディ               | 1981年 | --     | WEリーグ                         |
| FC町田ゼルビアレディース                   | FC町田ゼルビア               | 2017年 | --     | 東京都1部                        |
| ニッパツ横浜FCシーガルズ                   | 横浜FC                       | 1976年 | --     | なでしこ1部                      |
| Y.S.C.C.コスモス                           | Y.S.C.C.横浜                 | 2005年 | --     | 神奈川県3部                      |
| アルビレックス新潟レディース               | アルビレックス新潟           | 2002年 | --     | WEリーグ                         |
| AC長野パルセイロ・レディース               | AC長野パルセイロ             | 2000年 | --     | WEリーグ                         |
| ジュビロ磐田レディース                     | ジュビロ磐田                 | 1986年 | --     | 静岡県1部(2020年まで)            |
| ヤマハジュビロレディース                   | ジュビロ磐田                 | 1991年 | --     | 東海（2011年まで）               |
| ルクレMYFC                                 | 藤枝MYFC                     | 2013年 | --     | 東海2部                          |
| アスルクラロ沼津                           | アスルクラロ沼津             | 不明   | --     | 静岡県2部                        |
| FC BELTA.GIFU                              | FC岐阜                       | 1985年 | --     | 岐阜県                           |
| セレッソ大阪堺レディース                   | セレッソ大阪                 | 2010年 | --     | なでしこ1部                      |
| セレッソ大阪堺ガールズ                     | セレッソ大阪                 | 2010年 | --     | チャレンジリーグWEST(2020年まで) |
| SC鳥取フィオーレ                           | ガイナーレ鳥取               | 2004年 | --     | 鳥取県1部                        |
| サンフレッチェ常石レディースU-15           | サンフレッチェ広島           | 2006年 | 2011年 | 広島県                           |
| サンフレッチェ広島レジーナ                 | サンフレッチェ広島           | 2021年 | --     | WEリーグ                         |
| レノファ山口FCレディース                   | レノファ山口FC               | 2008年 | --     | 中国2部                          |
| 愛媛FCレディース                           | 愛媛FC                       | 2011年 | --     | なでしこ1部                      |
| 大分トリニータレディース                   | 大分トリニータ               | 2007年 | --     | 九州2部                          |

1. ↑  2020年シーズン終了後に株式会社ベガルタ仙台からマイナビとへ経営権が譲渡された。
2. ↑  2020年11月にレディーストップチームの選手が運転免許失効中に人身事故(人身事故及び救護義務違反)で逮捕され無期限活動停止中であったが、2021年2月末日を以て活動終了となった[25]。
3. ↑  ツネイシホールディングスの関連団体がサンフレッチェ広島と提携して開設していた女子チーム。2012年に提携先をバイエルン・ミュンヘンに変更し（サンフレッチェの育成組織の提携先変更と同時）、「FCバイエルン・ツネイシレディース」と改名して現存。
4. ↑  2008年に「レオーネ山口レディース」として発足、2015年にレノファ山口FC傘下となる。

## 障害者サッカー
クラブが直接運営する障害者サッカーチームを保有するのは、2021年現在、横浜F・マリノス、ツエーゲン金沢、松本山雅FCの3クラブである。横浜F・マリノスは2002年、日本にてINAS-FID世界選手権が開催された際に、同クラブ職員であった木村浩吉が同大会に出場する日本代表チームに携わった事が縁となり、2年後の2004年、知的障害者サッカーを専門とする下部組織チーム横浜F・マリノスFUTUROが設立された。
ブラインドサッカーでは、ツエーゲン金沢は2018年5月に北陸地方初のチームとしてツエーゲン金沢BFCを、また松本山雅FCは2020年8月に「FC長野レインボー」を前身とする松本山雅B.F.C.を設立している。
ガンバ大阪は障害者サッカーチームを保有していないものの、大阪府内の精神障害者サッカークラブのイタリア遠征を支援している。またアビスパ福岡は、福岡圏内のブラインドサッカークラブ、ラッキーストライカーズ福岡に指導者を派遣している。
| チーム名              | トップチーム    | 設立年 | 廃止年 | 所属リーグ               |
| --------------------- | --------------- | ------ | ------ | ------------------------ |
| 横浜F・マリノスFUTURO | 横浜F・マリノス | 2004年 | --     |                          |
| ツエーゲン金沢BFC     | ツエーゲン金沢  | 2018年 | --     | ブラインドサッカー中日本 |
| 松本山雅B.F.C.        | 松本山雅FC      | 2020年 | --     | ブラインドサッカー中日本 |

## サッカー以外の競技

### フットサル
| チーム名                       | トップチーム   | 設立年 | 廃止年 | 所属リーグ              |
| ------------------------------ | -------------- | ------ | ------ | ----------------------- |
| Y.S.C.C.横浜                   | Y.S.C.C.横浜   | 2011年 | --     | 日本フットサルリーグ1部 |
| 湘南ベルマーレフットサルクラブ | 湘南ベルマーレ | 2007年 | --     | 日本フットサルリーグ1部 |

### バレーボール
FC東京と東京ヴェルディの2クラブはバレーボールチームを保有している。FC東京バレーボールチームは、サッカーチーム同様東京ガスの社内活動チームとしてスタートし、2003年4月、現在の組織に移行した。東京ヴェルディバレーボールチームは、2001年に東京教員バレーボールクラブを改組・結成して誕生した。独立採算制度を採っており、トップチームとの経済的なつながりはない。
| チーム名                         | トップチーム   | 設立年 | 廃止年 | 所属リーグ |
| -------------------------------- | -------------- | ------ | ------ | ---------- |
| FC東京バレーボールチーム         | FC東京         | 1948年 | 2022年 | V1リーグ   |
| 東京ヴェルディバレーボールチーム | 東京ヴェルディ | 2001年 | --     | V2リーグ   |

### 陸上競技
モンテディオ山形を2013年まで運営していた山形県スポーツ振興21世紀協会は1999年、スポーツ山形21 女子駅伝を設立した。所属選手は単独で大会に出場する他、駅伝大会にはチームで出場している。また皇后盃全国都道府県対抗女子駅伝競走大会には所属選手が山形県代表チームに参加する形で出場しており、2004年度の第22回大会では総合4位の成績を修めた。
| チーム名                | トップチーム     | 設立年 | 廃止年 | 所属リーグ |
| ----------------------- | ---------------- | ------ | ------ | ---------- |
| スポーツ山形21 女子駅伝 | モンテディオ山形 | 1999年 | --     |            |

### トライアスロン
東京ヴェルディは2003年、トライアスロン部門である東京ヴェルディトライアスロンセッションを設立した。
| チーム名                               | トップチーム   | 設立年 | 廃止年 | 所属リーグ |
| -------------------------------------- | -------------- | ------ | ------ | ---------- |
| 東京ヴェルディトライアスロンセッション | 東京ヴェルディ | 2003年 | --     |            |

## 文献
1. 1 2  Jリーグ クラブライセンス 交付規則 (PDF)  - 日本プロサッカーリーグ公表資料 2014年2月6日閲覧
2. 1 2  Jリーグ規約（平成25年1月22日改正） (PDF)  - 日本プロサッカーリーグ公表資料 2014年2月6日閲覧
3. ↑  “スポーツ振興活動”. Jリーグ百年構想公式サイト.   日本プロサッカーリーグ. 2014年2月6日閲覧。
4. 1 2  『ジェフユナイテッド市原・千葉アマチュア JFL昇格について』（プレスリリース）ジェフユナイテッド、2005年12月8日。2014年2月9日閲覧。
5. ↑  「ザスパ草津「U-23」カテゴリー新設のお知らせ」『J's GOALオフィシャルニュース』、草津温泉フットボールクラブ、2006年12月7日。2014年2月9日閲覧。
6. ↑  『徳島ヴォルティス・セカンド活動休止のおしらせ』（プレスリリース）徳島ヴォルティス、2010年12月25日。2014年2月9日閲覧。
7. ↑  『ファジアーノ岡山2ndチームについて』（プレスリリース）ファジアーノ岡山、2009年2月22日。2014年2月9日閲覧。
8. ↑  『愛媛しまなみFC（四国リーグ）の来季より愛媛FCのアマチュアチームとしての活動のお知らせ』（プレスリリース）愛媛FC、2008年11月28日。2014年2月9日閲覧。
9. ↑  『ジェフユナイテッド市原・千葉　リザーブズチームの活動終了について』（プレスリリース）ジェフユナイテッド市原・千葉、2011年9月12日。2015年1月26日閲覧。
10. ↑  『シーズンの定義と登録期間（ウインドー）について』（プレスリリース）Jリーグ、2011年。2015年1月26日閲覧。
11. ↑  “試験導入された「育成型期限付き移籍制度」がもたらす２つの効果”.   スポーツタイムズ (2013年6月30日). 2015年1月26日閲覧。
12. ↑  『2016明治安田生命J3リーグへ参加するU-23チームが決定!』（プレスリリース）日本プロサッカーリーグ、2015年12月15日。2016年1月10日閲覧。
13. ↑  『FC東京U-23 J3リーグへの参加辞退について』（プレスリリース）日本プロサッカーリーグ、2020年6月5日。2020年6月5日閲覧。
14. ↑  “神奈川県サッカー協会第１種社会人登録チーム”. 神奈川県サッカー協会. 2014年2月10日閲覧。
15. ↑  “プロとの連携”. JAPANサッカーカレッジ公式サイト. 2016年11月20日閲覧。
16. ↑  “強化育成プログラム「チーム」”.   学校法人国際総合学園JAPANサッカーカレッジ高等部. 2014年2月9日閲覧。
17. ↑  2011年　ACNジュビロ沼津セレクション　開催のお知らせ！！ アスルクラロ沼津公式サイト 2011.9.8付ニュースリリース
18. ↑  “愛媛FC、広島戦を待ち望んでいた男たち”.   フットボール定食 (2008年3月16日). 2011年12月23日閲覧。
19. ↑  サッカーU-19日本女子代表に選ばれました コミュニティ2525 2011.11.21付記事
20. ↑  ジュニアユース、女子選手２人が初加入　「将来はなでしこに」 熊本日日新聞 2012.5.12付記事
21. ↑  湘南ベルマーレジュニア活動終了のお知らせ 湘南ベルマーレ公式サイト 2010.12.21付ニュースリリース
22. ↑  緑区版 女子サッカーU-16日本代表として活躍した リベンジ誓う未来のなでしこ 岸川 奈津希さん タウンニュース 2007.5.17付記事
23. ↑  女子チームのつくりかた ジュビロ磐田レディース JFA公式サイト 2012.1.29 07:33 (UTC) 閲覧
24. 1 2  小林美由紀「女子サッカーの未来に向けて　〜Jリーグクラブの一例」『JFA news』第344号、日本サッカー協会、東京都、2012年12月、35頁、NCID AN10554764。
25. ↑  “栃木SCレディーストップチームの今後の活動について | 栃木サッカークラブレディース公式サイト｜TOCHIGI SC Ladies”. tochigiscladies.jp (2021年2月27日). 2021年2月27日時点のオリジナルよりアーカイブ。2021年10月27日閲覧。
26. ↑  ホームタウンレポート 横浜F・マリノス ふれあいサッカー ～ futuro ～ Jリーグ公式サイト 2005.8.6付
27. ↑  ツエーゲン金沢 BFC ツエーゲン金沢公式サイト
28. ↑  松本山雅B.F.C. 松本山雅FC公式サイト
29. ↑  百年旅行 Jリーグのある風景 ＃71「サッカーが心の病を救う ～精神障がい者クラブの熱き挑戦～」 BS日テレ 2011.12.22 07:50 (UTC) 閲覧
30. ↑  百年旅行 Jリーグのある風景 ＃9　「ブラインドサッカーの熱き伝道師／アビスパ福岡　下田 功」 BS日テレ 2011.12.23 13:13 (UTC) 閲覧
31. ↑  バレーボールチーム チームプロフィール FC東京公式サイト 2011.12.23 12:33 (UTC) 閲覧
32. ↑  東京ヴェルディバレーボールチーム チーム概要 東京ヴェルディ公式サイト 2011.12.23 12:35 (UTC) 閲覧
33. ↑  越えてきた危機　第22回山形 京都新聞 2011.6.4付記事
34. ↑  東京ヴェルディトライアスロンセッション TEAM CONCEPT 東京ヴェルディ公式サイト 2011.12.23 13:04 (UTC) 閲覧